# Selaginella purpuripes
Selaginella purpuripes là một loài dương xỉ trong họ Selaginellaceae. Loài này được Liebm. ex E. Fourn. mô tả khoa học đầu tiên..
Danh pháp khoa học của loài này chưa được làm sáng tỏ. 